# Eliza Cook
Eliza Cook (Southwark, 24 dicembre 1818 – Wimbledon, 23 settembre 1889) è stata una poetessa britannica associata al movimento dei Cartisti. Era una sostenitrice della libertà politica delle donne, e credeva nell'ideologia dell'auto-miglioramento attraverso l'istruzione. Ciò la rese estremamente popolare presso il pubblico della classe lavoratrice sia in Inghilterra che negli Stati Uniti.

## Infanzia
Eliza Cook, nata il 24 dicembre 1818 in una casa su London Road, Southwark, era la più giovane di undici figli di un fabbro. Quando aveva circa nove anni, il padre si ritirò dagli affari e la famiglia si trasferì in una piccola fattoria a St. Leonard's Forest, vicino a Horsham. Nonostante frequentasse la scuola domenicale locale, Eliza era quasi interamente autodidatta, incoraggiata dalla madre nel suo interesse per la letteratura. Alla scuola domenicale fu incoraggiata dal figlio del maestro di musica a produrre il suo primo volume di poesie. Iniziò a scrivere versi prima di compiere quindici anni e contribuì a importanti giornali britannici come il Weekly Dispatch e il New Monthly. La sua educazione non convenzionale e l'interesse precoce per la scrittura la portarono a pubblicare la sua prima raccolta di poesie già a diciassette anni. Durante questo periodo, compose alcune delle sue poesie più celebri, tra cui "I'm afloat" e "Star of Glengarry".

## Carriera
Il primo volume di poesie, "Lays of a Wild Harp", fu pubblicato nel 1835, quando aveva solo diciassette anni. Iniziò a inviare versi anonimamente al Weekly Dispatch, al Metropolitan Magazine, al New Monthly Magazine e al The Literary Gazette. Dopo un certo tempo si limitò al Weekly Dispatch, dove il suo contributo era apparso con la firma 'C.' il 27 novembre 1836, e divenne una presenza fissa nelle sue pagine per i successivi dieci anni. Il suo editore era William Johnson Fox e il proprietario era James Harmer, un alderman londinese. Visse per un certo periodo nella residenza di Harmer, Ingress Abbey, a Greenhithe, Kent, e scrisse certe sue opere lì.
La poesia di Cook "The Old Armchair" (1838) fece di lei un nome familiare per una generazione, sia in Inghilterra che negli Stati Uniti. In quell'anno, pubblicò anche "Melaia and other Poems". Durante questo periodo, il suo lavoro per il Dispatch e il New Monthly fu piratato da George Julian Harney, per il Northern Star.
Durante la rappresentazione di "Fazio" nel maggio 1845, Eliza Cook nota Charlotte Cushman, un'attrice americana. Mossa dalla sua interpretazione di Bianca, le scrive:
« I had seen many "fret and strut their hour"; / But my brain never had become such slave / To fiction, as it did beneath thy power / Nor owned such homage as to thee it gave. »
Le due intrattengono una relazione per alcuni mesi e entrambe avranno una grande influenza sulle rispettive carriere, sia negli Stati Uniti che in Inghilterra.
Dal 1849 al 1854 Cook scrisse, curò e pubblicò "Eliza Cook's Journal", un periodico settimanale. Il periodico fu descritto come avere "varietà, brio, scopo benevolo e difficilmente aveva un superiore" rispetto ad altri periodici dell'epoca. Anche se alcuni trovavano conforto nel lavoro di Cook, il periodico ebbe vita breve a causa della mancanza di apprezzamento da parte della maggioranza. Dopo una lotta per mantenere il periodico in vita e attraverso problemi di salute, il periodico alla fine fallì.
Tra il 1849 e il 1854, Eliza Cook cura, pubblica e scrive per "Eliza Cook's Journal", un giornale femminista, da cui sarà tratto "Jottings from my Journal" nel 1860. Questo giornale ha una vasta diffusione. La sospensione nel 1854 è dovuta ai problemi di salute di Cook, a seguito dei quali inizia a ricevere nel 1863 una pensione civile di £100 all'anno.
Cook continuò a pubblicare "Jottings from my Journal" (1860), dove riapparve molto del contenuto di "Eliza Cook's Journal". Questa pubblicazione fu una delle poche volte in cui Cook scrisse in prosa. Includeva molti saggi e schizzi scritti in modo chiaro e semplice, di solito trasmettendo una lezione morale per il lettore. Alcuni dei saggi sono "lievi satire sui difetti sociali dei suoi contemporanei."
Pubblicò anche "New Echoes and Other Poems" (1864) che non ottenne lo stesso successo dei suoi sforzi precedenti. Nonostante un mancato interesse per le sue opere successive, Eliza Cook fu una presenza costante nelle antologie durante il XIX secolo.
Nel censimento del 1870 è registrata come residente a Beech House, 23 Thornton Hill, Wimbledon, Surrey, insieme a una domestica, Mary A. Bowles, sua sorella Mary Fyall, il nipote Alfred Pyall, sua moglie Harriet e le loro figlie Mary e Jane. La sua cattiva salute le impedì di scrivere. Dopo molti anni di sofferenze intermittenti a causa della malattia, morì nella sua casa a Beech House il 23 settembre 1890. Il suo patrimonio personale ammontava a £5.957 9s, e il suo testamento fu provato dal fratello Charles Cook e dal nipote Alfred, ancora residente a Beech House. È sepolta nella Chiesa di Santa Maria, Wimbledon.

## Punto di vista politico
Cook era una Chartista, uno dei "un gruppo di riformatori politici inglesi del XIX secolo che si battevano per migliori condizioni sociali e industriali per le classi lavoratrici". L'obiettivo della poesia Chartista è creare un senso di cameratismo per le persone all'interno di una vasta comunità che si trovavano oppresse e sofferenti.
Nella sua poesia "A Song for the Workers", Cook sottolinea l'importanza delle ore lavorative più brevi. All'interno di questa poesia continua a confrontare il trattamento dei lavoratori con quello degli schiavi negli Stati Uniti. In un'altra poesia, "Our Father", Cook parla contro il lavoro minorile dell'epoca e ancora una volta confronta il lavoro minorile con la schiavitù. Implicitamente, descrive come i bambini che svolgono lavori così faticosi rendono il loro cervello "ottuso e torpido", impegnati in compiti difficili che non permettono loro di essere bambini.
Oltre a queste opinioni, Cook era sostenitrice della libertà politica e libertà sessuale per le donne, e credeva nell'ideologia dell'auto-miglioramento attraverso l'istruzione, qualcosa che chiamava "levelling up". Questo la rese una preferita del pubblico della classe lavoratrice.
Non si sa molto sulle opinioni di Cook sulla sessualità; tuttavia, attraverso la speculazione, alcuni ricercatori hanno dedotto che Eliza Cook e alcune delle sue lettrici fossero lesbiche. I suoi coetanei la descrivevano con capelli corti e "aspetto mascolino", e menzionavano che indossava giacche con rever che mostravano la sua camicia e le ruches, descritte come "uno stile molto mascolino, che all'epoca era considerato strano".